# Lockheed L-10
O Lockheed Model 10 "Electra" era um bimotor, avião monoplano totalmente metálico desenvolvido pela Lockheed Aircraft Corporation em 1930 para competir com o Boeing 247 e Douglas DC-2. O avião ganhou fama considerável como foi pilotado por Amelia Earhart em sua malfadada expedição ao redor do mundo em 1937.